# Chemins de fer économiques de la Gironde

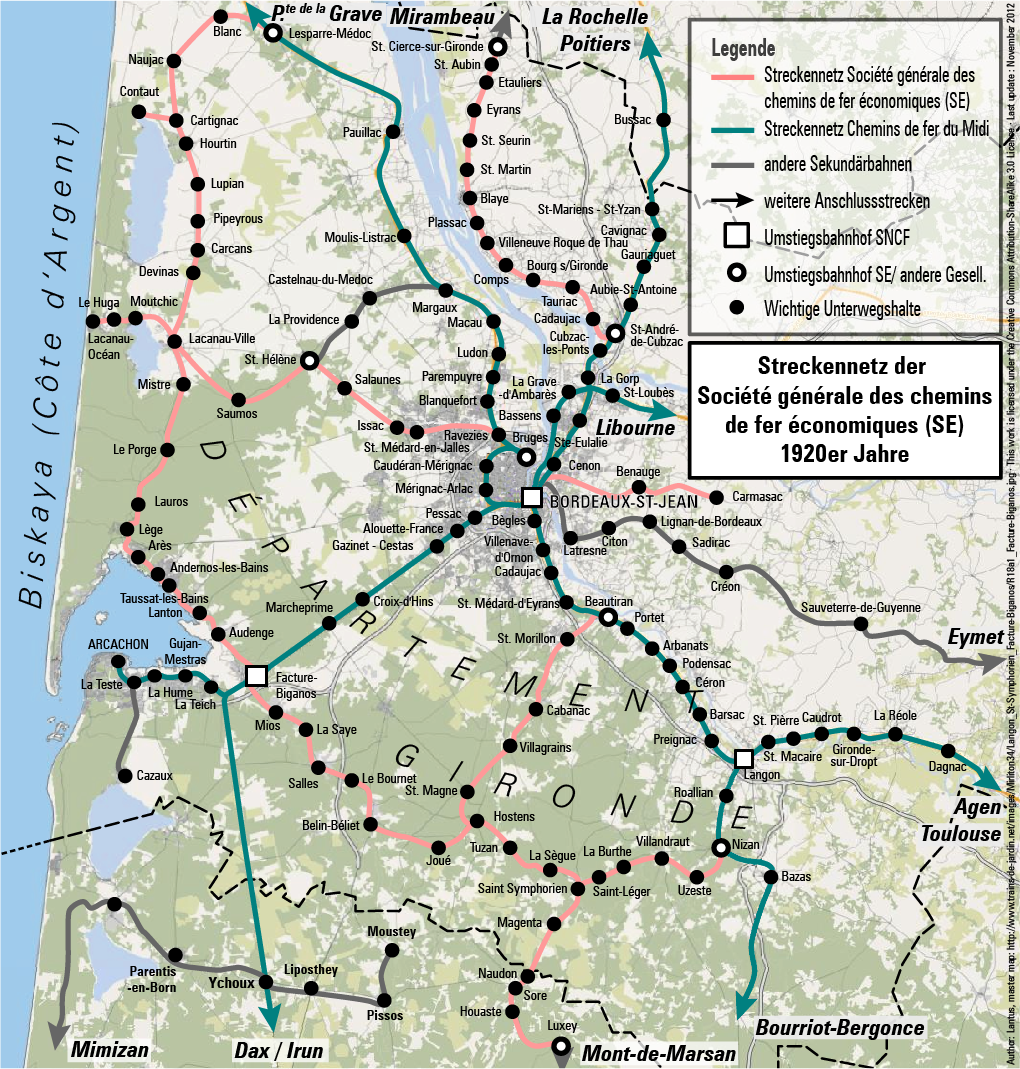
Streckennetz der SE – Réseau de la Gironde

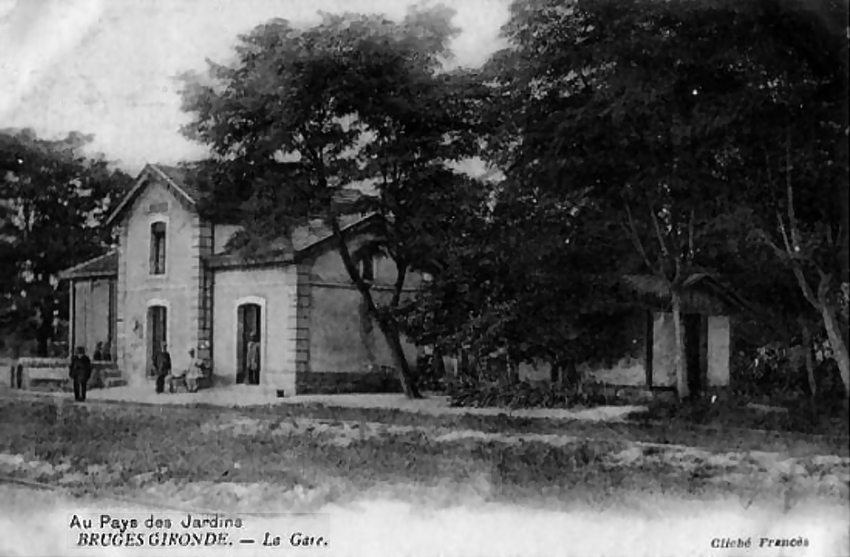
Bahnhofsgebäude von Bruges nördlich Bordeaux um 1900

Als Chemins de fer économiques de la Gironde kann man das Netz normalspuriger Eisenbahnstrecken in der Region rund um Bordeaux im Département Gironde im Südwesten Frankreichs mit zeitweise rund 350 Kilometern Länge bezeichnen. Offiziell war es das Réseau de la Gironde der Société générale des chemins de fer économiques (SE), einer der größten Nebenbahngesellschaften Frankreichs.

## Geschichte
Obwohl bereits im Jahre 1877 die Konzessionen für Bahnen von mehr als 200 Kilometern Länge erteilt worden waren, verzögerte sich ihre Inbetriebnahme immer wieder. Erst als die Verwaltung des Départements die SE mit dem Bau der Strecken beauftragte, entstand in den Jahren 1884 bis 1886 der Hauptteil des späteren Schienennetzes.
Im Jahre 1886 übernahm die SE auch noch die Compagnie du Chemin de fer d'Intérêt Local de Nizan à St. Symphorien et à Sore (N.S.). Diese hatte 1873 den Abschnitt bis St. Symphorien (18 km), 1877 bis Sore (30 km) im Département Landes und schließlich im Jahre 1886 weiter nach Luxey mit einer Gesamtstreckenlänge von 39 km erbaut und betrieben.
Zentrale Werkstätten befanden sich in Blaye, St. Symphorien – vor allem für Dampflokomotiven – und in Lacanau – vor allem für Triebwagen.
1888/89 kam dann noch die Strecke St. André-de-Cubzac–Blaye – St. Ciers-sur-Gironde auf der Nordostseite der Girondemündung hinzu. Den Abschluss bildete 1905 die Verbindung des Badeortes Lacanau mit dem Meeresstrand. Nun umfasste das Netz für einige Jahrzehnte insgesamt 323 Kilometer. Von 1900 bis 1913 war auch die Strecke Bordeaux–Carmasac (16 km) in der Regie der SE; sie ging dann an die städtische Straßenbahn Bordeauxs, die Tramways Électriques et Omnibus de Bordeaux (TEOB), über.
Schon in den Jahren vor dem Ersten Weltkrieg erbrachten die Bahnen der Gironde nur geringe Erträge. Auch durch den Einsatz von Triebwagen anstelle von Dampfzügen ab 1931 konnte keine nachhaltige Besserung der wirtschaftlichen Verhältnisse erzielt werden, ebenso wenig durch den Einsatz von Diesellokomotiven nach dem Zweiten Weltkrieg.
Ab 1954 wurde der Personenverkehr auf der Schiene nach und nach eingestellt und durch Busverkehr ersetzt. Schließlich folgte auch der Güterverkehr und das Schienennetz wurde überflüssig. Keine der Strecken ist heute mehr existent, aber einige Hochbauwerke sind noch erhalten, insbesondere etliche Bahnhofsgebäude.
Das drückte sich auch in der neuen Firmierung der SE aus, die sich ab 1963 Société générale de chemins de fer et de transport automobile (SGCFTA) nannte. 1966 schloss sich die SGCFTA mit der aus verschiedenen regionalen Bahngesellschaften entstandenen Compagnie des chemins de fer secondaires et transports automobiles (CFSTA) zur Chemins de fer et transport automobile (CFTA) zusammen. Die CFTA wurde wiederum 2019 zu Transdev Rail.

### Liste der Bahnstrecken der Chemins de fer économiques de la Gironde
| Strecke                                        | Länge  | Inbetriebnahme | Schließung               | Bemerkung |
| ---------------------------------------------- | ------ | -------------- | ------------------------ | --------- |
| Nizan–St. Symphorien–Luxey                     | 39 km  | 1873–1886      | Pv 1951/54; Gv 1970/78   |           |
| St. Symphorien–Hostens–Facture–Lesparre        | 141 km | 1884           | 1954–1978                |           |
| Hostens–Beautiran                              | 34 km  | 1886           | 1954 / Gv b.Cabanac 1978 |           |
| Bordeaux-St. Louis–Bruges–Lacanau-Ville        | 49 km  | 1885           | Pv 1962 / Gv 1978        |           |
| Lacanau-Ville–Lacanau-Océan                    | 12 km  | 1905           | 1962                     |           |
| St. André-de-Cubzac–Blaye–St-Ciers-sur-Gironde | 52 km  | 1888–1889      | 1954 (GV ab Blaye 1970)  |           |

## Bedeutung
Hauptaufgabe war es, die Fläche jenseits der großen Eisenbahntrassen zu erschließen, insbesondere die der Bahnstrecke Bordeaux–Irun. Hinzu kam in der vorletzten Dekade des 19. Jahrhunderts die Badebegeisterung der Bordelaiser Großstädter, die den Bau sowohl nach Arcachon als auch nach Lacanau-Ocean beförderte.